# Miroslav Keresteš
Miroslav Keresteš (* 30. července 1989, Prešov, Československo) je slovenský fotbalový záložník, od léta 2017 hráč klubu FC Vysočina Jihlava.
Pochází z Chmeľova, vsi nedaleko Prešova. Během angažmá v Košicích měl i zaměstnání, pracoval jako svářeč hliníkových motivů.

## Klubové statistiky
Aktuální k 1. 7. 2016
| Sezóna         | Klub                      | Soutěž         | Zápasy | Góly |
| -------------- | ------------------------- | -------------- | ------ | ---- |
| 2012/13        | FK Slavia Orlová - Lutyně | MSFL           | 14     | 2    |
| 2013/14        | SFC Opava                 | MSFL           | 15     | 0    |
| 2013/14        | FC Zbrojovka Brno         | Gambrinus liga | 10     | 1    |
| 2014/15        | FC Zbrojovka Brno         | Synot liga     | 18     | 0    |
| 2015/16        | FC Zbrojovka Brno         | Synot liga     | 24     | 0    |
| Celkem 1. liga | Celkem 1. liga            | Celkem 1. liga | 52     | 1    |